# Vladislav Jur'evič Rjazancev
Vladislav Jur'evič Rjazancev (in russo Владислав Юрьевич Рязанцев, traslitterato anche Vladislav Yurevič Ryazantsev; Rostov sul Don, 20 ottobre 1986) è un politico russo, e uno dei leader del Fronte di Sinistra. È uno dei leader delle proteste russe del 2012 contro Vladimir Putin nella oblast' di Rostov.

## Biografia

### Politica
In un'intervista del dicembre 2013, Ryazantsev ha dichiarato che Putin ha creato un clima di soffocamento e illegalità nella società russa. Attraverso la mancanza di una politica giusta e di libertà, la mancanza di giuste elezioni, il rifiuto delle registrazioni dei partiti di opposizione, il blocco delle proteste pacifiche, Putin ha meno consensi sociali. Secondo Ryazantsev, contrariamente alle solite opinioni e alle congetture attivamente avanzate in Russia sul sostegno finanziario dell'Occidente all'opposizione, la maggior parte dei governi occidentali è piuttosto interessata a preservare il regime di Putin.

### Posizione contro la guerra
Nel giugno 2014 Rjazancev ha aderito alla posizione del Fronte di Sinistra sul conflitto Ucraino, contrarie ai governi filo-russi della Repubblica Popolare di Doneck e della Repubblica Popolare di Lugansk (definiti "reazionari") ma anche al nuovo governo ucraino.